# Véréna Paravel

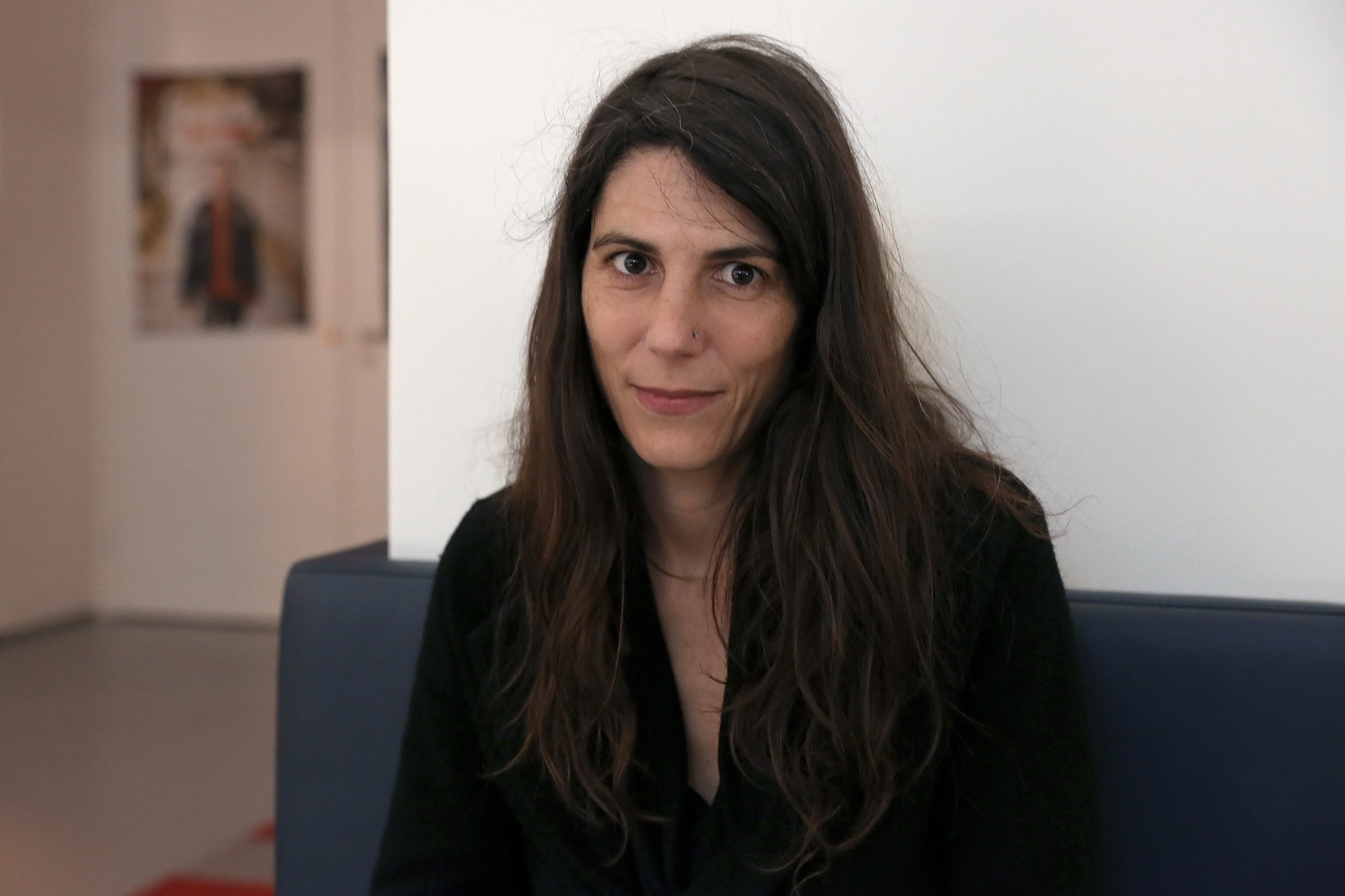
Véréna Paravel (2013)

Véréna Paravel (* 21. April 1971 in Neuchâtel in der Schweiz) ist eine französische Anthropologin, Filmemacherin, Videokünstlerin und Fotografin.

## Leben und Werk
Paravel wurde als Tochter französischer Eltern in der Schweiz geboren und wuchs in Algerien, Portugal, Togo, der Elfenbeinküste, der Sowjetunion und Frankreich auf. Sie studierte bei Bruno Latour an der Pariser Grande école für Ingenieurswesen, Mines ParisTech, und promovierte an der Universität Toulouse. 2004 wurde sie an der Columbia University in New York tätig. Seit 2008 arbeitet sie gemeinsam mit Lucien Castaing-Taylor im Sensory Ethnography Lab der Harvard University.
Ihr Film Still Life/ Nature Morte wurde 2014 auf der Whitney Bienniale gezeigt. 2017 stellte sie auf der documenta 14 aus.
Im Jahr 2024 wurde Paravel in die Jury des Berlinale-Dokumentarfilmpreises der Internationalen Filmfestspiele Berlin berufen.

## Filmografie (Auswahl)
Paravel übernahm in einigen ihrer Filme mehrere Aufgaben: Regie, Aufnahmeleitung, Tonregie, Schnitt, Drehbuch, Produktion.
- 2008: 7 Queens
- 2008: With Such a Wistful Eye, Interface Series #1
- 2009: I Only See Problems, Interface Series #2
- 2010: Habitat in 2009, Interface Series #3
- 2010: I Have No Friends, Interface Series #4
- 2010: Presented with Severe Pain, Interface Series #5
- 2010: Foreign Parts (mit J. P. Sniadecki)
- 2012: Leviathan (mit Lucien Castaing-Taylor)
- 2013: Spirits Still (mit Lucien Castaing-Taylor)
- 2013: Nature morte (mit Lucien Castaing-Taylor)
- 2013: He Maketh A Path To Shine After Him, One Would Think The Deep To Be Hoary (mit Lucien Castaing-Taylor)
- 2015: Ah, humanity! (mit Lucien Castaing-Taylor und Ernst Karel)
- 2017: Caniba (mit Lucien Castaing-Taylor)
- 2017: Commensal (mit Lucien Castaing-Taylor)
- 2017: Somniloquies (mit Lucien Castaing-Taylor)
- 2022: De Humani Corporis Fabrica (mit Lucien Castaing-Taylor)